# Mart Port
Mart Port (Pärnu, 4 januari 1922 – Tallinn, 3 februari 2012) was een Estische architect, die werkte in de jaren 1950-1990, toen Estland door de Sovjet-Unie was bezet. Hij was betrokken bij een groot aantal hoogbouwprojecten uit die periode, zoals de stadsdistricten Lasnamäe en Mustamäe in Tallinn.

## Levensloop
Mart Port werd geboren in 1922 als zoon van de botanicus Jaan Port (1891–1950). In 1940 ging hij studeren aan de Technische Universiteit Tallinn, maar hij werd opgeroepen voor de dienst in het Rode Leger. Tijdens de Tweede Wereldoorlog vocht hij tegen de Duitsers. Het leverde hem een medaille voor de Gewapende Strijd op.
Na de oorlog nam hij zijn studie weer op en in 1950 studeerde hij af als architect.
In de naoorlogse Estische Socialistische Sovjetrepubliek bekleedde Mart Port vele belangrijke functies. Tussen 1955 en 1979 was hij voorzitter van de Unie van Architecten in de Estische Sovjetrepubliek (Estisch: Eesti NSV Arhitektide Liit). Tot 1990 was hij aangesloten bij het architectenbureau Eesti Projekt, tussen 1961 en 1989 als directeur. Het bureau had ca. 600 werknemers. Van 1961 tot 1992 doceerde hij architectuur aan de Estische Kunstacademie. Vanaf 1977 mocht hij de titel ‘professor’ dragen. In 1972 kreeg hij de Staatsprijs van de Estische Sovjetrepubliek en in 1978 de titel ‘Volksarchitect van de Sovjet-Unie’.
Na het herstel van de Estische onafhankelijkheid in 1991 kwam hij nog een enkele keer in het nieuws. In 2004 pleitte hij in een artikel in de krant Postimees voor een gezamenlijk monument voor alle slachtoffers van de Tweede Wereldoorlog, zowel die aan Duitse als die aan Sovjetzijde gevallen waren. De altijd onvoltooid gebleven Maarjamäe-gedenkplaats in de Tallinnse wijk Kadriorg zou voor dat doel voltooid kunnen worden.
Op 4 januari 2012 vierde hij zijn negentigste verjaardag. Een paar dagen later werd hij nog uitgebreid geïnterviewd door de kranten Eesti Päevaleht en Postimees. Begin februari werd hij onverwacht ziek. Op 3 februari 2012 overleed hij in zijn woning in de Tallinnse wijk Merivälja.
Hij ligt begraven op het Woudkerkhof in de wijk Kloostrimetsa.

## Werk
Mart Port was de hoofdverantwoordelijke voor de ruimtelijke planning van Tallinn, Tartu en Viljandi. In de jaren zestig begon onder zijn leiding de bouw van flats volgens het Plattenbauprincipe. De nieuwe hoogbouwwijken werden opgezet volgens het idee van het microdistrict: groepen woongebouwen die onderling waren gescheiden door groengordels en wegen. Onder Ports leiding kwamen gereed:
- het stadsdistrict Lasnamäe in Tallinn (medeontwerpers zijn o.a. Malle Meelak en Irina Raud);
- het stadsdistrict Mustamäe in Tallinn (medeontwerper is o.a. Raine Karp);
- de wijk Väike-Õismäe in Tallinn (medeontwerper is Malle Meelak);
- de wijk Annelinn in Tartu (medeontwerper is Maie Meelak);
- de wijk Männimäe in Viljandi.

Port ontwierp ook individuele gebouwen en monumenten, zoals:
- het hoofdkwartier van de Estische Communistische Partij in Tallinn, nu het ministerie van Buitenlandse Zaken (samen met Raine Karp en Olga Kontsjajeva, 1964-1968);
- het Sokos Hotel Viru in Tallinn (samen met Henno Sepmann, 1972);
- de Maarjamäe-gedenkplaats in Tallinn (samen met Allan Murdmaa, Henno Sepmann en anderen, 1960-1975).

## Fotogalerij

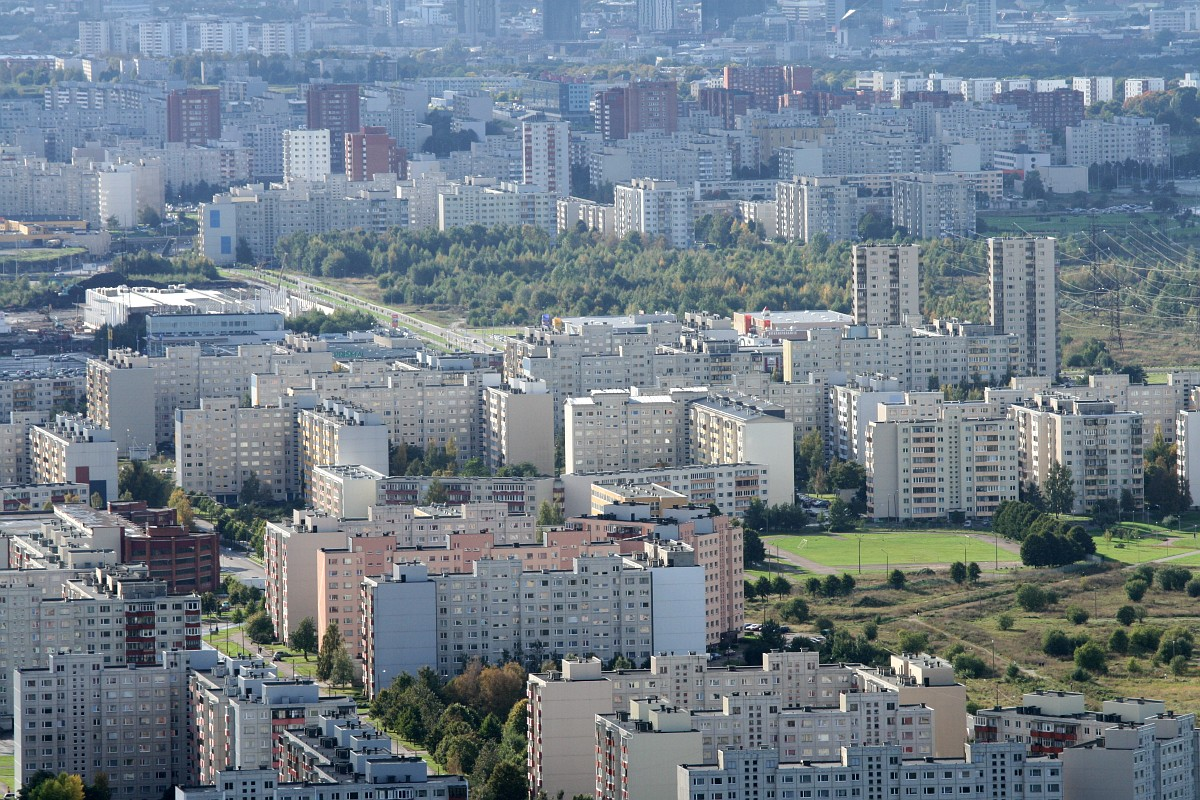
De subdistricten Mustakivi en Laagna in het stadsdisctrict Lasnamäe, vanuit de lucht gezien
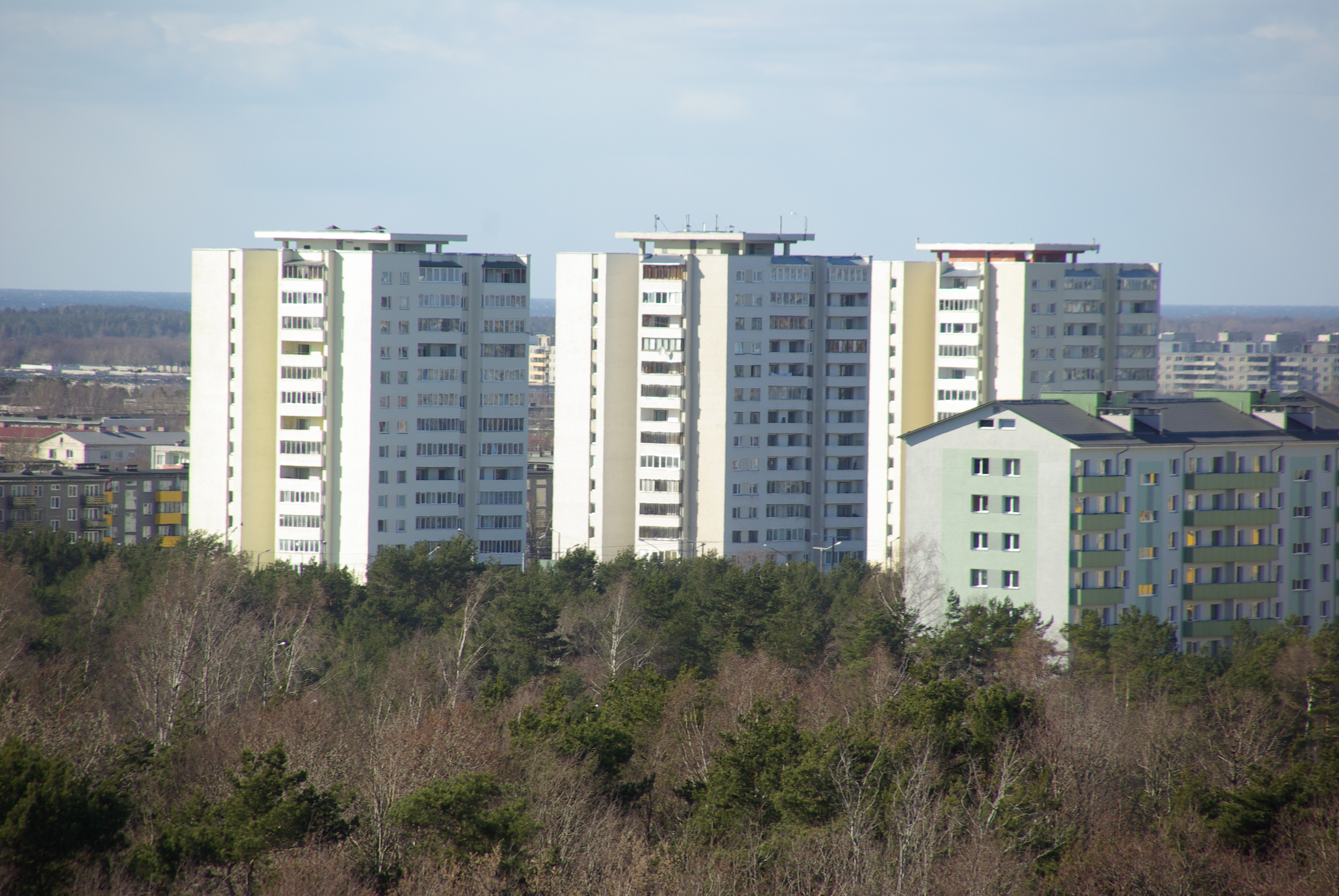
Flats aan de Ehitajate tee in Mustamäe
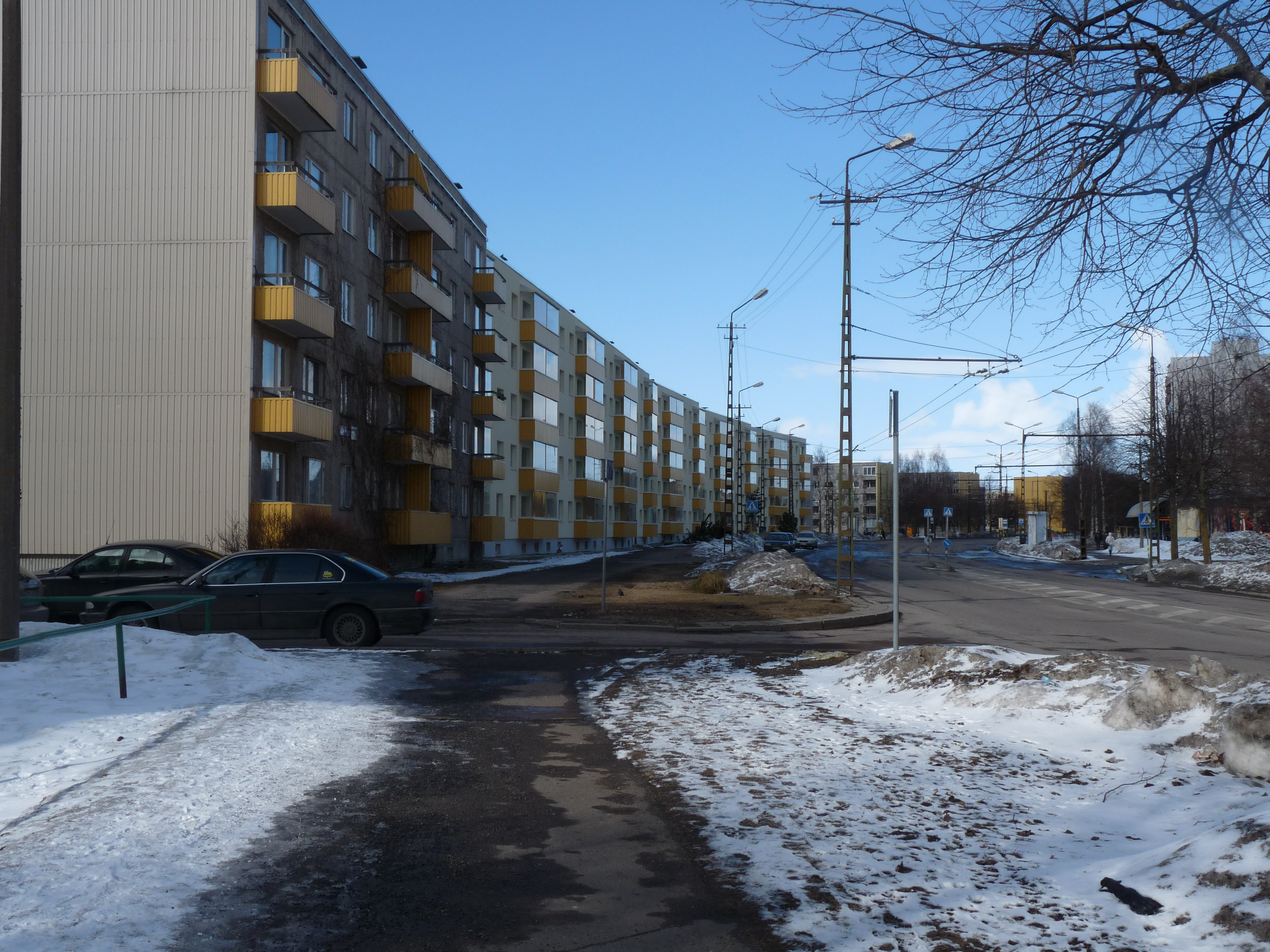
Flats in Väike-Õismäe
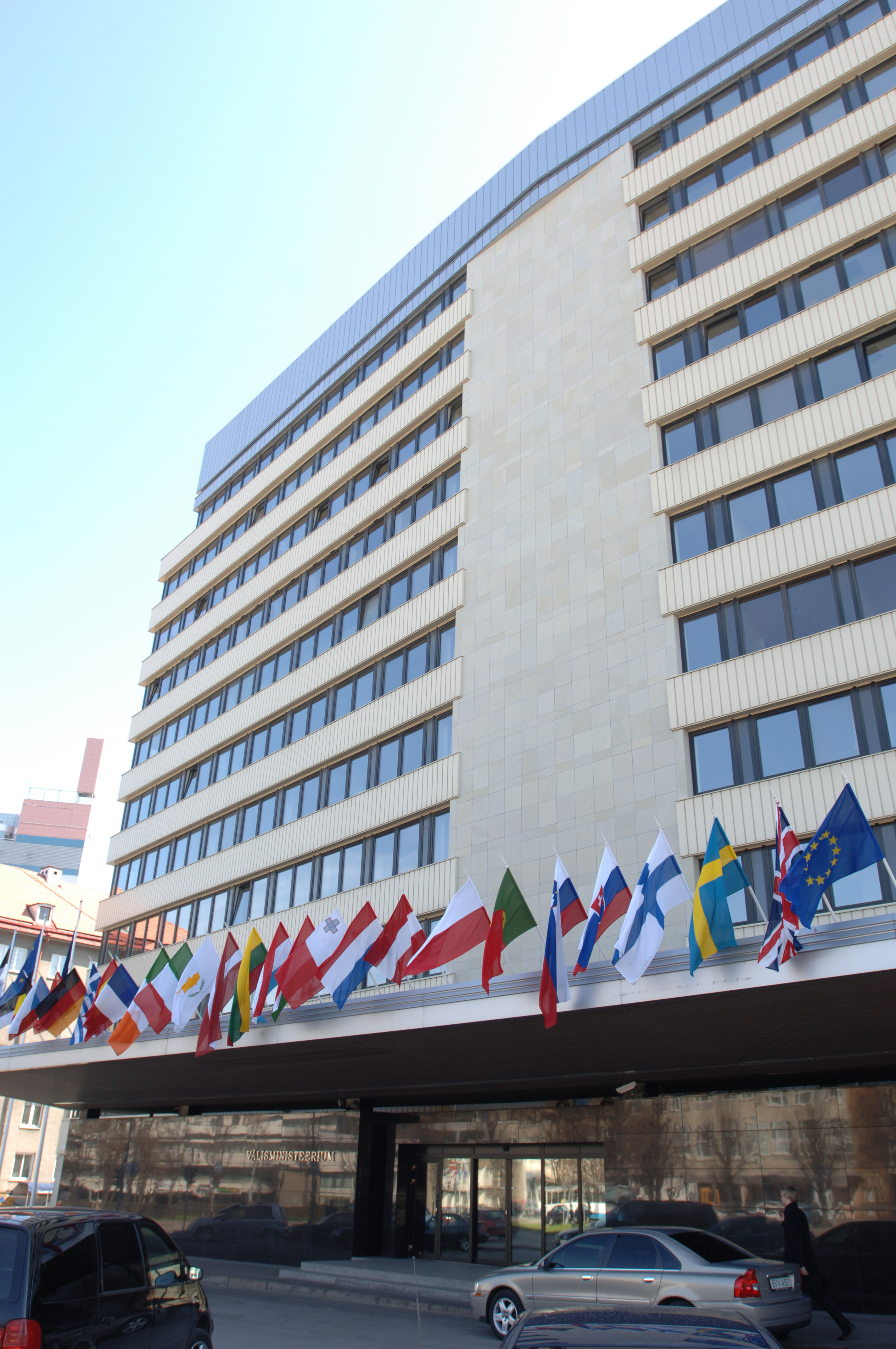
Het vroegere gebouw van de Estische Communistische Partij, nu het Estische ministerie van Buitenlandse Zaken
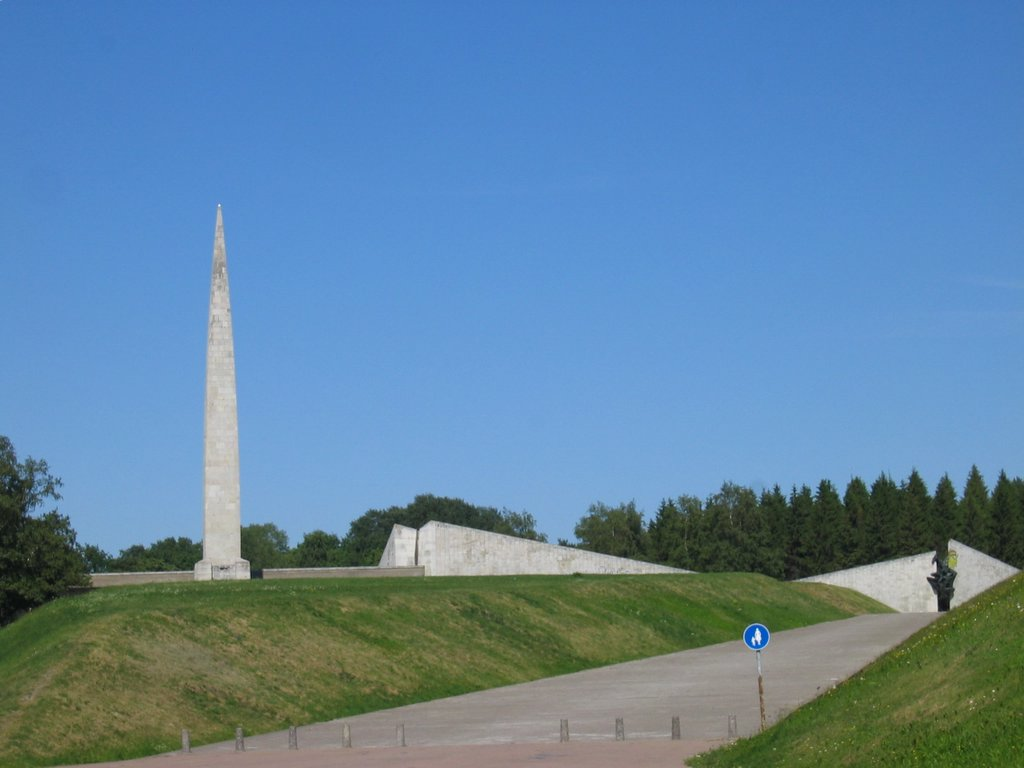
De Maarjamäe-gedenkplaats